# Ischiopsopha striolatissima
Ischiopsopha striolatissima är en skalbaggsart som beskrevs av Delpont 1995. Ischiopsopha striolatissima ingår i släktet Ischiopsopha och familjen Cetoniidae. Inga underarter finns listade i Catalogue of Life.